# Coleophora crepidinella
Coleophora crepidinella é uma espécie de mariposa do gênero Coleophora pertencente à família Coleophoridae.